# Harju (quartier)
Harju est le quartier numéros 2 de Jyväskylä en Finlande.

## Lieux et monuments

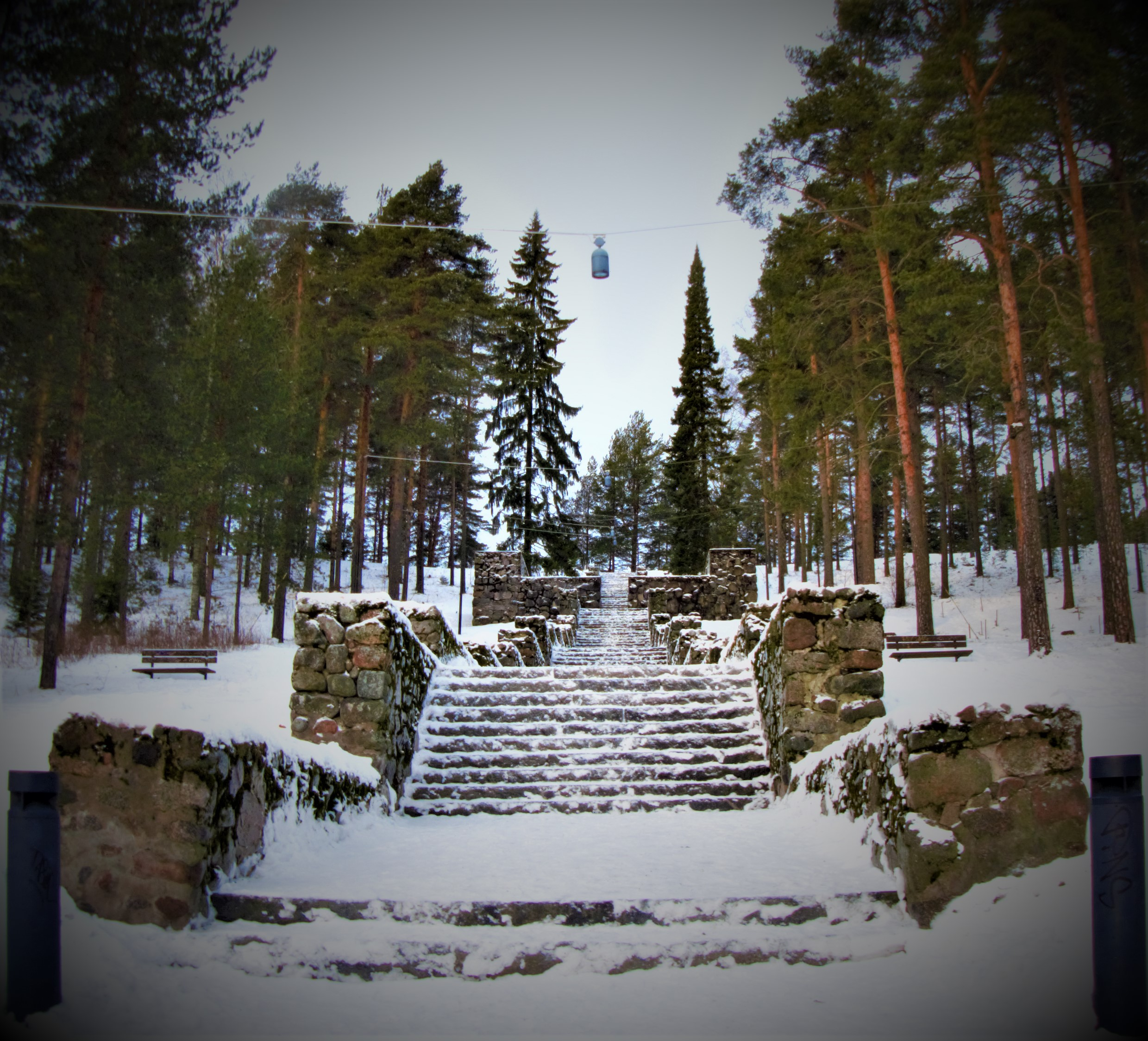
Escaliers du Harju.
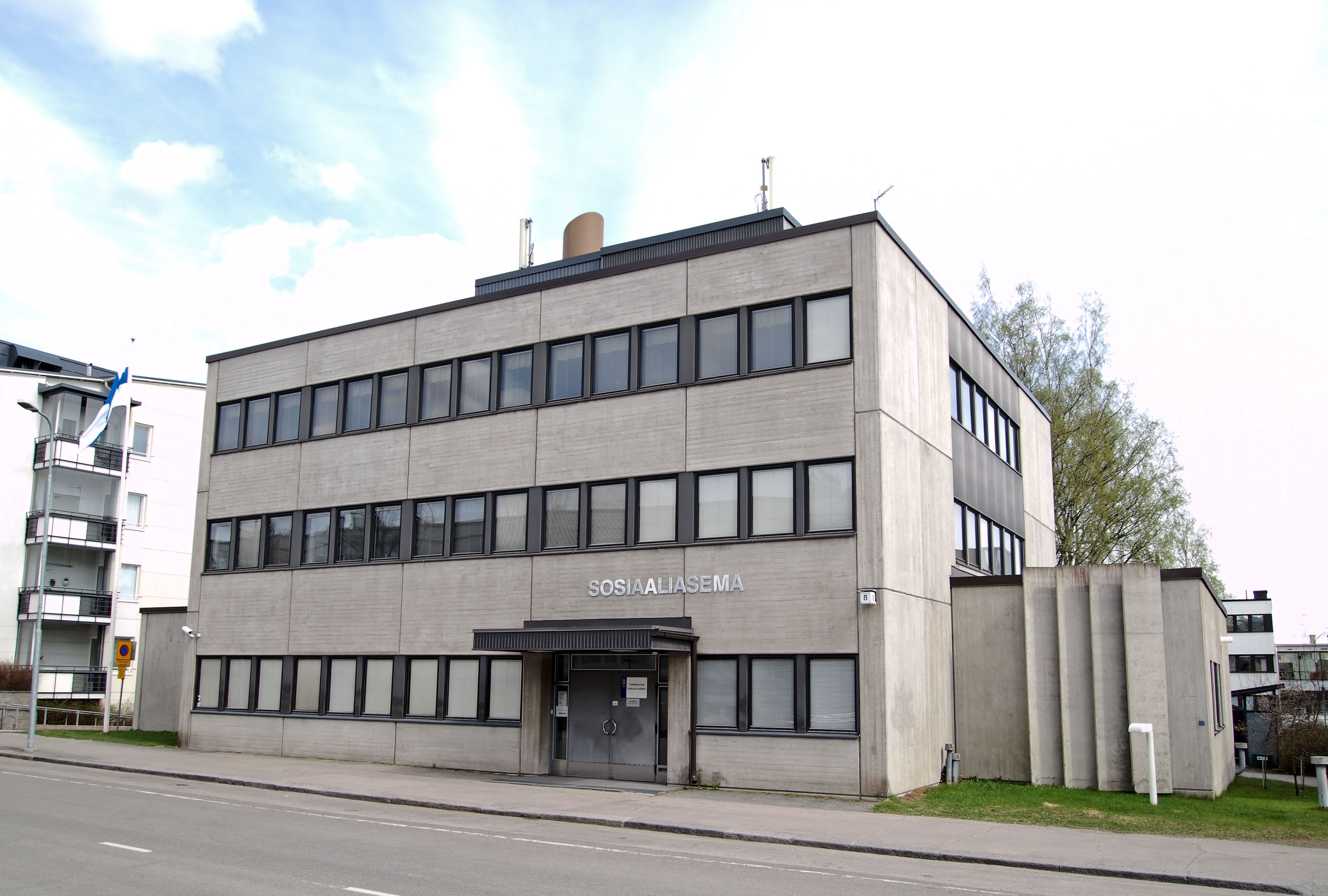
Centre social de Tapionkatu.
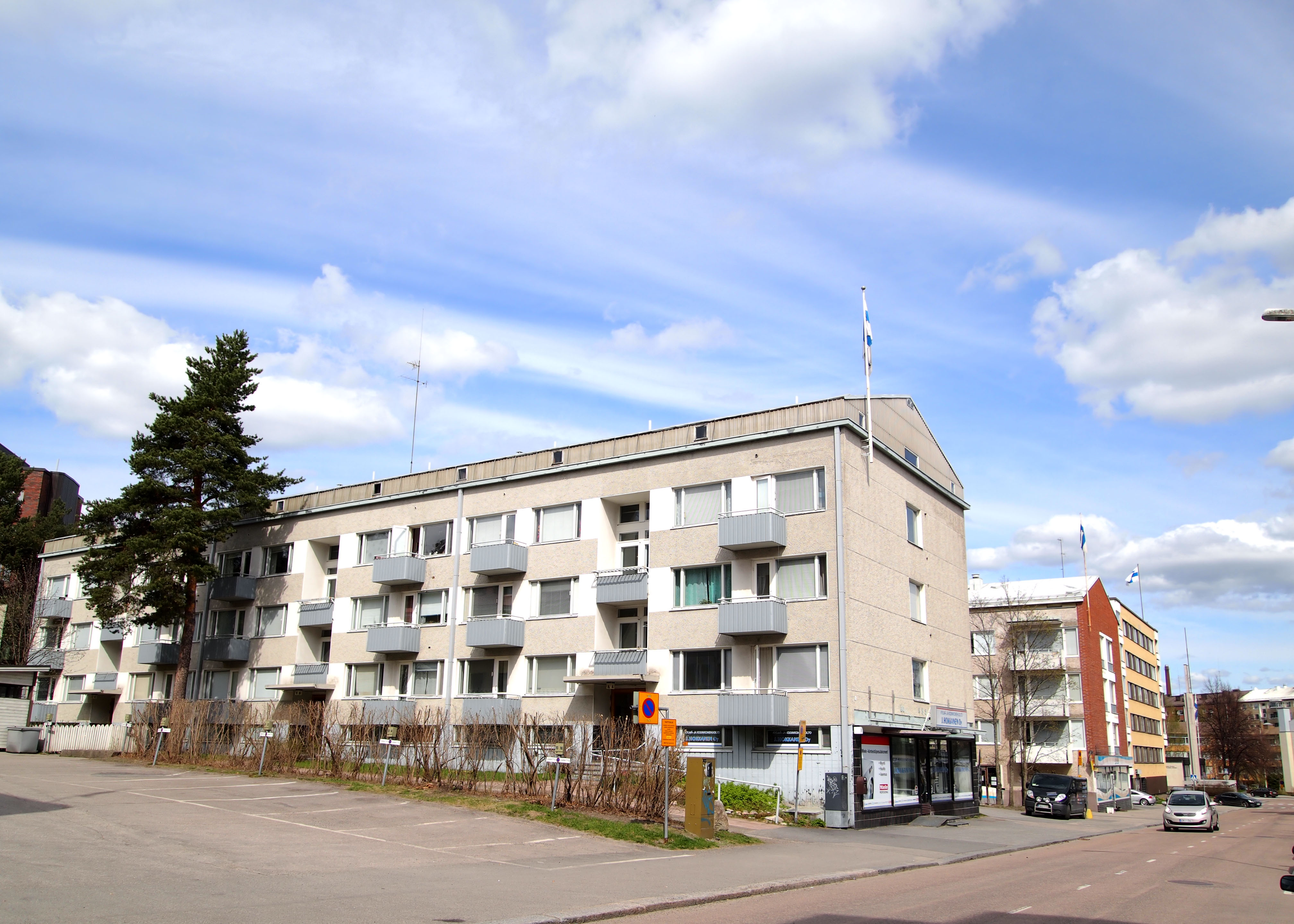
Rue Sammonkatu
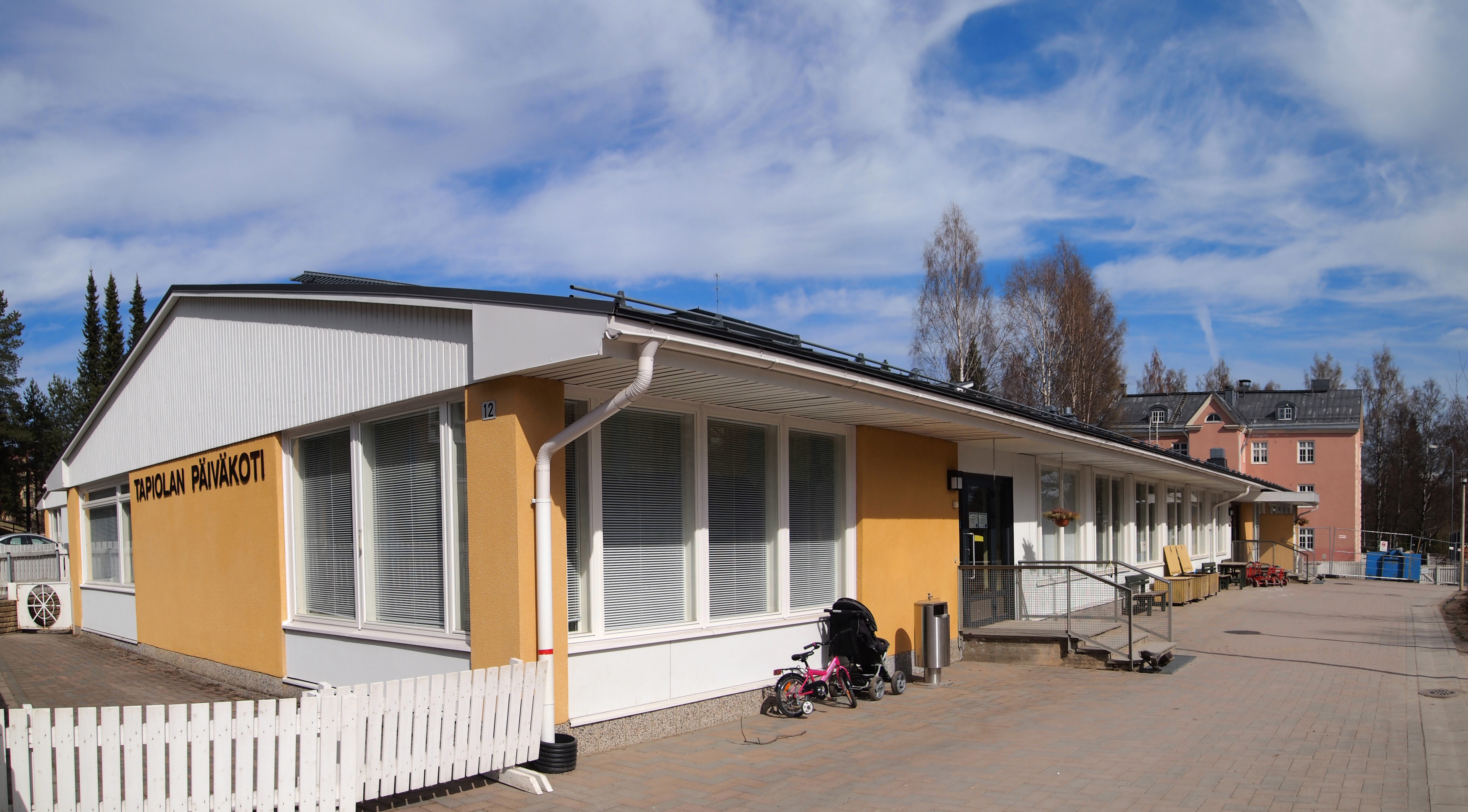
Crèche de Tapiola.

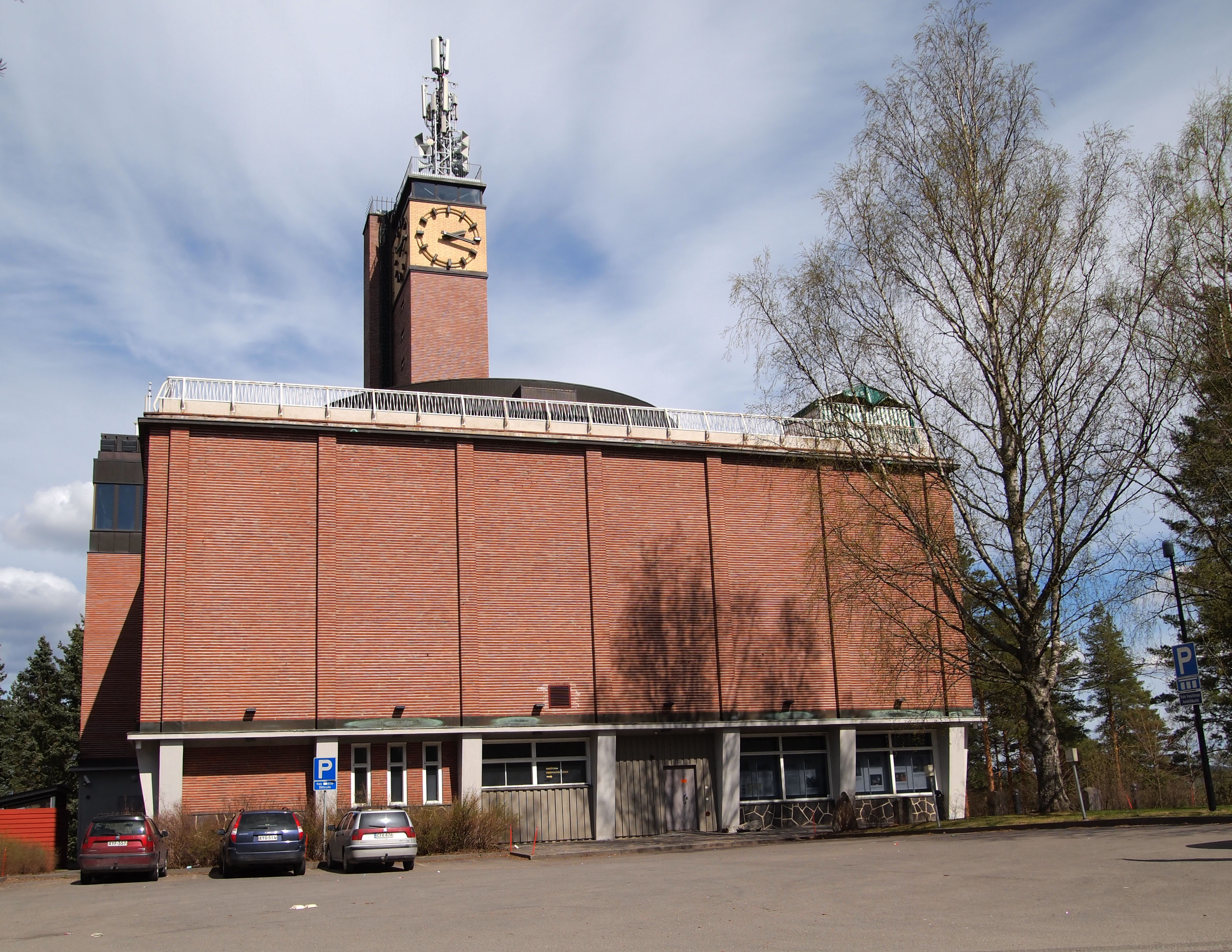
Vesilinna
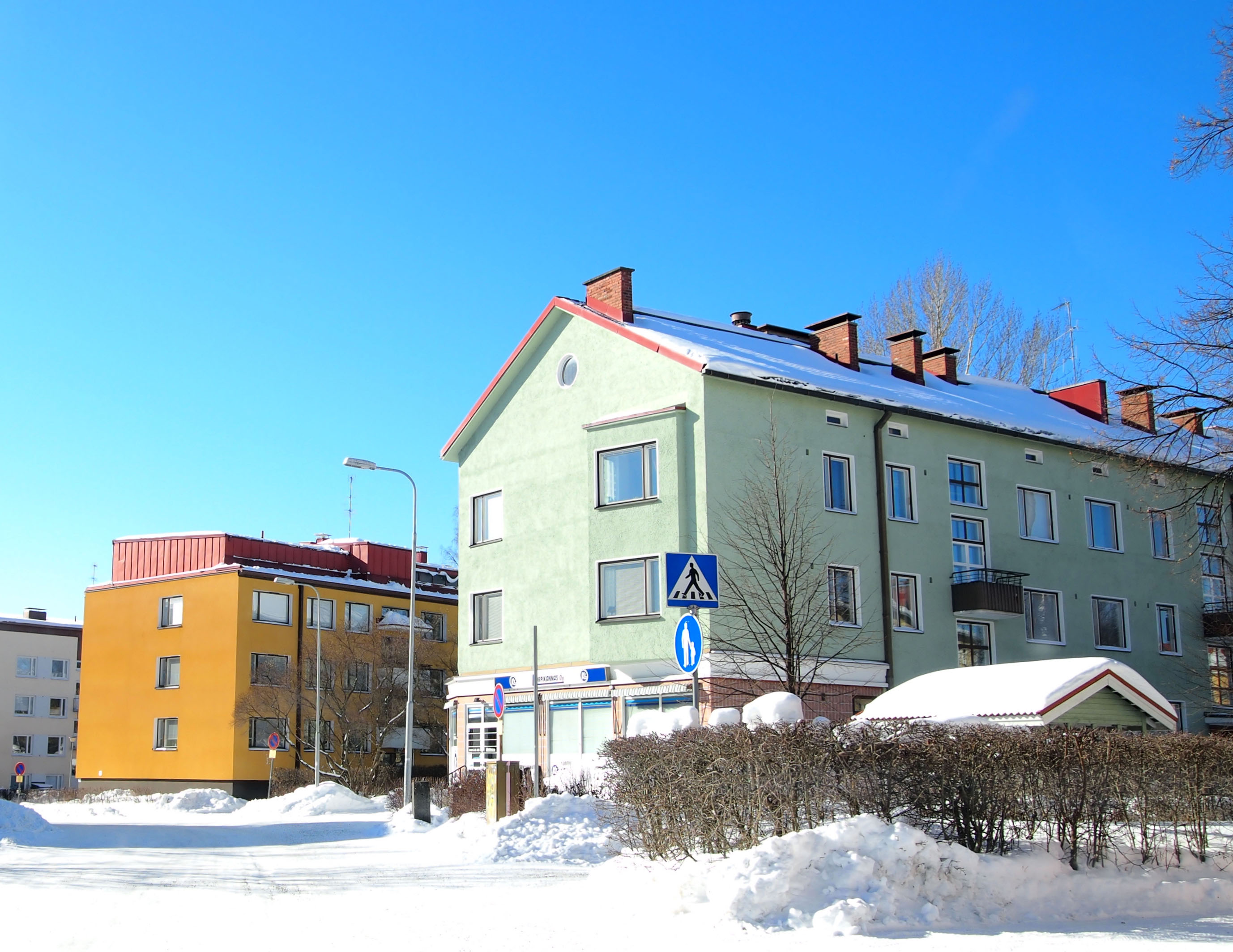
Immeubles d'habitation.
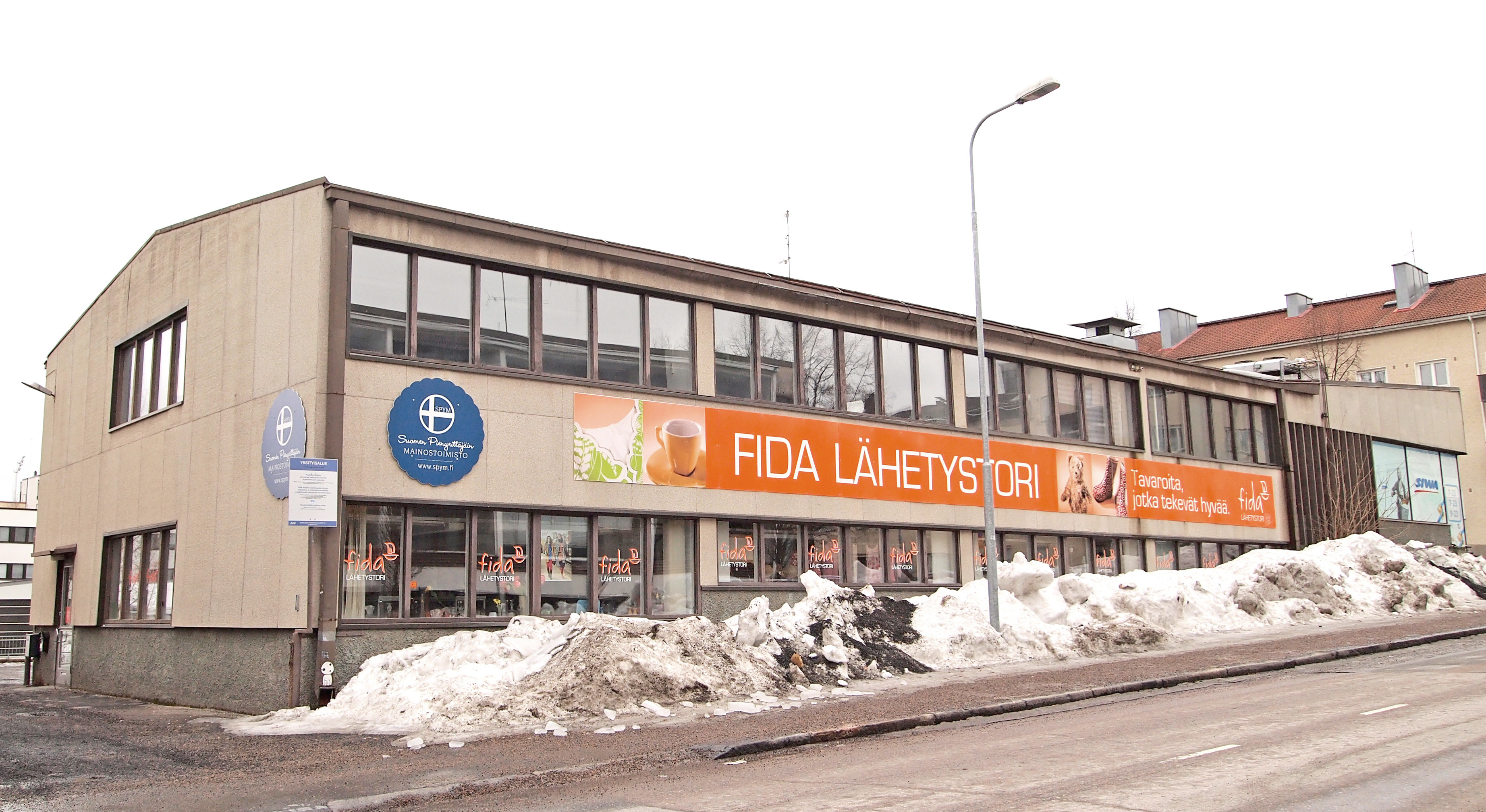
Marché aux puces Fida.
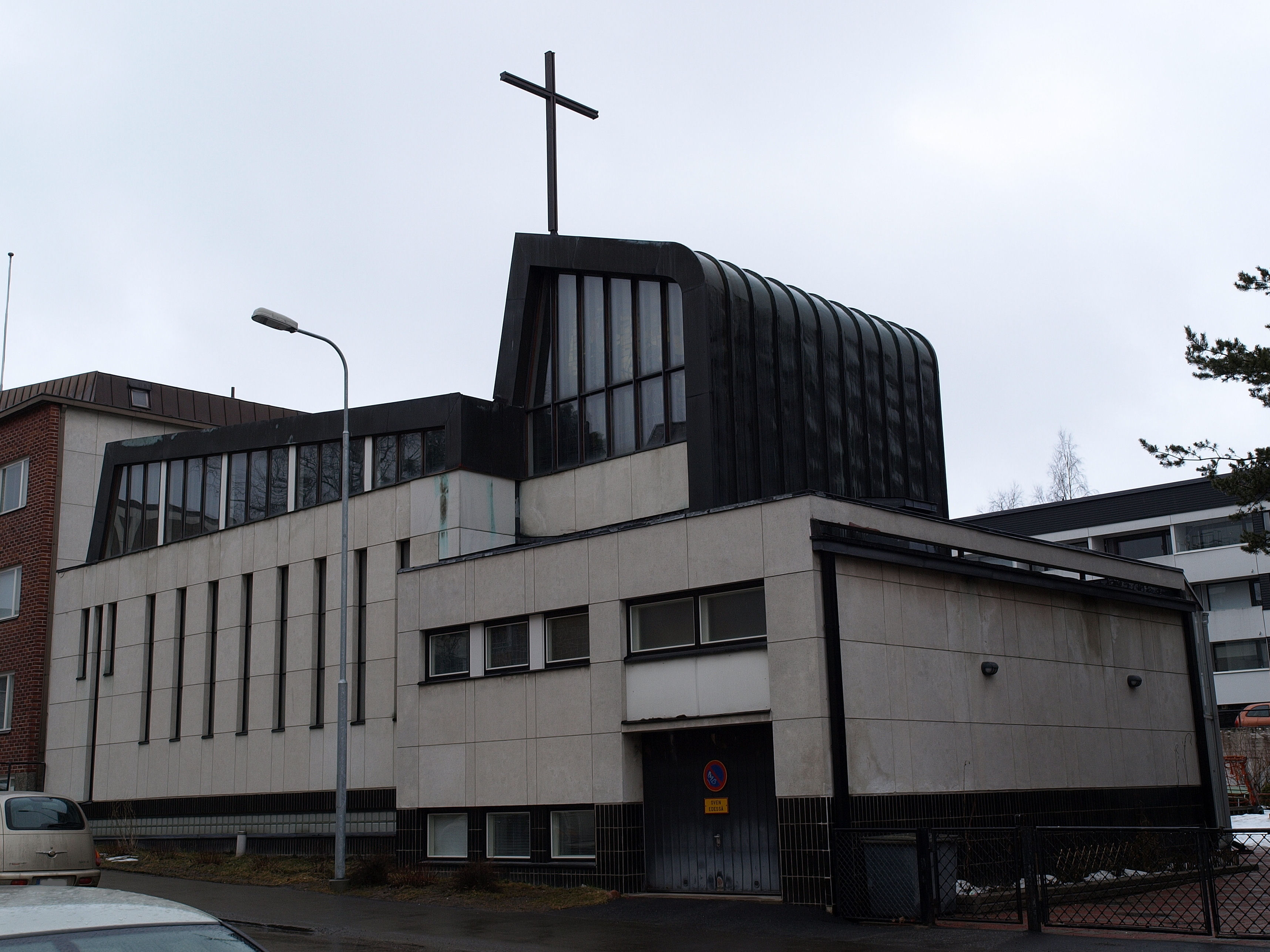
Église Saint-Olav.